# Crotamina
A Crotamina é uma proteína presente no veneno da cascavel que afeta a divisão celular em mamíferos, ligando-se ao DNA destas células. Com relação a estas duas classes de moléculas biológicas é correto afirmar que a crotamina e o DNA são formados por subunidades de aminoácidos e nucleotídeos.